# Эффект «меньше — лучше»
Эффект «меньше — лучше» (англ. less-is-better effect) — это когнитивное искажение, разновидность обращения предпочтений, когда в отсутствие прямого сравнения двух вещей предпочтение отдаётся вещи с меньшей ценностью. Термин был предложен Кристофером Си (Christoper Hsee), дополнительные исследования проводил также Дэн Ариэли.
Ряд экспериментов, проведённых Кристофером Си, показал, что без непосредственного сравнения (когда предметы предлагались раздельно) люди воспринимают как более щедрый подарок:
- дорогой шарф (45 $) — по сравнению с дешёвым пальто (55 $);
- 7 унций мороженого в наполненной до краёв маленькой чашке — по сравнению с 8 унциями мороженого в большой чашке;
- набор столовой посуды из 24 целых приборов — по сравнению с набором из 31 целого прибора плюс несколько разбитых;
- маленький словарь — по сравнению с большим в изношенной обложке.

Если же оба предмета предлагались одновременно, то эффекта обращения не возникало, и предпочитался более дорогой (большой) подарок.
Теоретическими причинами эффекта «меньше — лучше» могут быть:
- Мышление от противного (склонность к сравнению с альтернативой — англ. counterfactual thinking). Исследование, проведённое в 1995 году, показало, что бронзовые медалисты счастливее серебряных скорее всего потому, что серебро сравнивается с неполученным золотом, а бронза — с неполучением медали вообще[2].
- Эвристика вычислимой оценки (англ. evaluability heuristic) и/или эвристика беглой оценки (англ. fluency heuristic). Си предположил, что испытуемые оценивали предлагаемые вещи на основании атрибутов, которые проще вычислить[1]. Ещё одно исследование показало, что студенты предпочитали забавные постеры креативным, основываясь на тех атрибутах, которые они могли легче озвучить (вербализовать); если необходимости в объяснении причин не было, предпочтение отдавалось креативным постерам[3] (см. также: иллюзия интроспекции, англ. introspection illusion).
- Эвристика представительности (англ. representativeness heuristic) или суждение по прототипу (англ. judgment by prototype). Люди легче оценивают вещи на основании среднего представителя, чем на основании большой выборки, что является составной частью игнорирования расширения (англ. extension neglect)[4].